# Anders Bjurholm
Anders Bjurholm, född 11 februari 1826 i Österhaninge socken, död 1 september 1913 i Stockholm, var en bryggeriidkare. Tillsammans med ingenjören Gustaf Emil Boëthius fick Bjurholm 1884 uppdraget att arbeta fram en ny standardmodell för ölflaskor, baserad på metersystemet. Flaskan antogs 1884 på försök som standardmodell i Stockholm och från 1886 som standardmodell i hela Sverige.
År 1852 tog Anders Bjurholms över verksamheten för ett ölbryggeri vid Östgötagatan på Södermalm i Stockholm och grundade Bjurholms Bryggeri. Anders Bjurholm kom från en gammal bondsläkt och konsten att brygga öl hade han lärt sig hos brodern Pehr Bjurholm.
Bjurholm tog 1885 initiativet till Svenska bryggareföreningen och var medlem av 1891 och 1892 års kommittéer angående beskattning av maltdrycker. 1870–1875 och 1884–1890 var han medlem av Stockholms stadsfullmäktige.
Anders Bjurholm var en driftig man, han översatte tyska bryggeriböcker, införde öletiketter och standardiserade de bruna 1/6, 1/3 och 2/3 liters ölflaskorna som blev världens första standardflaskor (knoppflaskan). Bjurholm var initiativtagaren till och första ordföranden för Svenska Bryggareföreningen. Har fått Bjurholmsgatan och Bjurholmsplan på Södermalm uppkallade efter sig. Även Anders Bjurholms bror Pehr Bjurholm var en framstående bryggare.

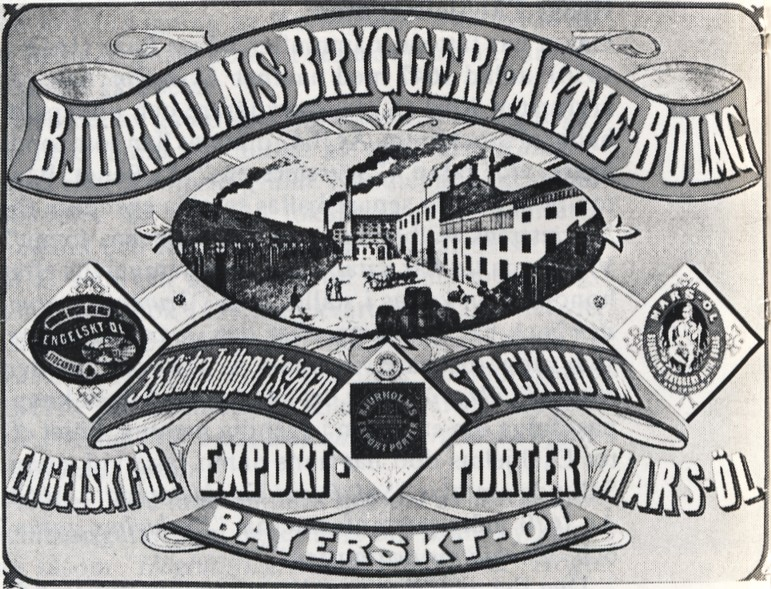
Bjurholms Bryggeriets "Bayerskt Öl"
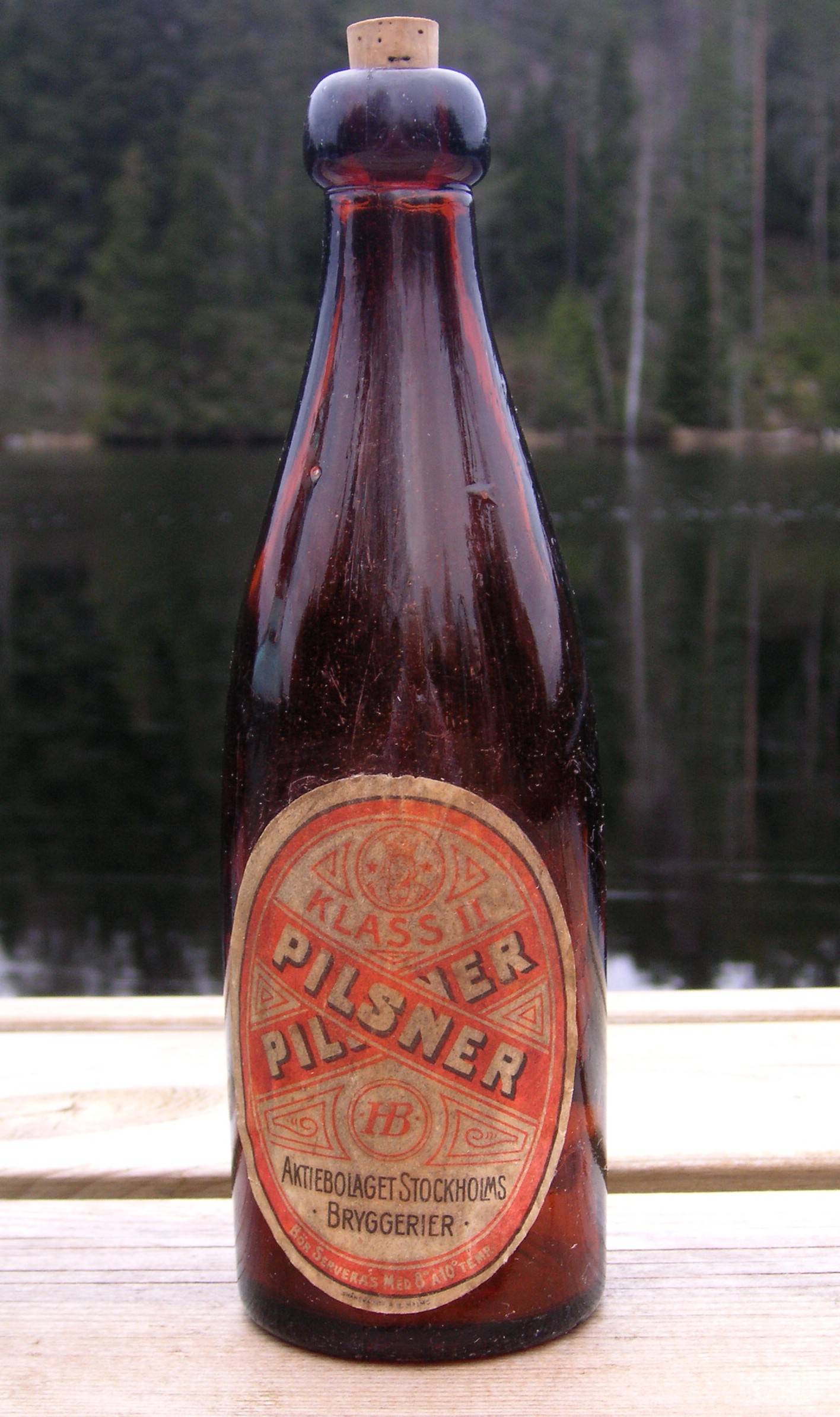
Anders Bjurholms standardiserade ölflaska. Denna skulle bli föregångare till de returglasflaskor som används än idag i Sverige